# Henri Prouvé
Pour les articles homonymes, voir Prouvé.
Henri Prouvé est un architecte français né le 31 octobre 1915 à Nancy et mort le 1er avril 2012 à Küssaberg près de Fribourg en Bade-Wurtemberg (Allemagne).

## Biographie
Henri Prouvé est le sixième enfant sur sept issus de l'union du peintre et sculpteur Victor Prouvé et de Marie Duhamel. Son père succède à Émile Gallé en 1904 à la présidence du mouvement de l'École de Nancy.
Il est admis en 1934 à École des beaux-arts de Paris, et travaille parallèlement au sein des ateliers Jean Prouvé et dans l'agence de Le Corbusier où il se lie d'amitié avec Eugène Beaudouin et Marcel Lods.
Fait prisonnier en 1940 à Givet durant la Seconde Guerre mondiale, sa captivité le mènera dans une ferme proche de Breslau en Pologne. À son retour en France, il obtient son diplôme en 1947.
Il collabore avec les Ateliers Jean Prouvé de 1947 à 1953. De 1950 à 1955, il s’associe avec Gaston Schmit (1908-1994) pour créer une agence au 10, rue Raymond-Poincaré à Nancy.
De 1955 à 1983, il dirige l'agence Henri Prouvé.
En 1983, son fils Bernard crée la Société d’architecture Henri Prouvé et fils.

## Principales réalisations

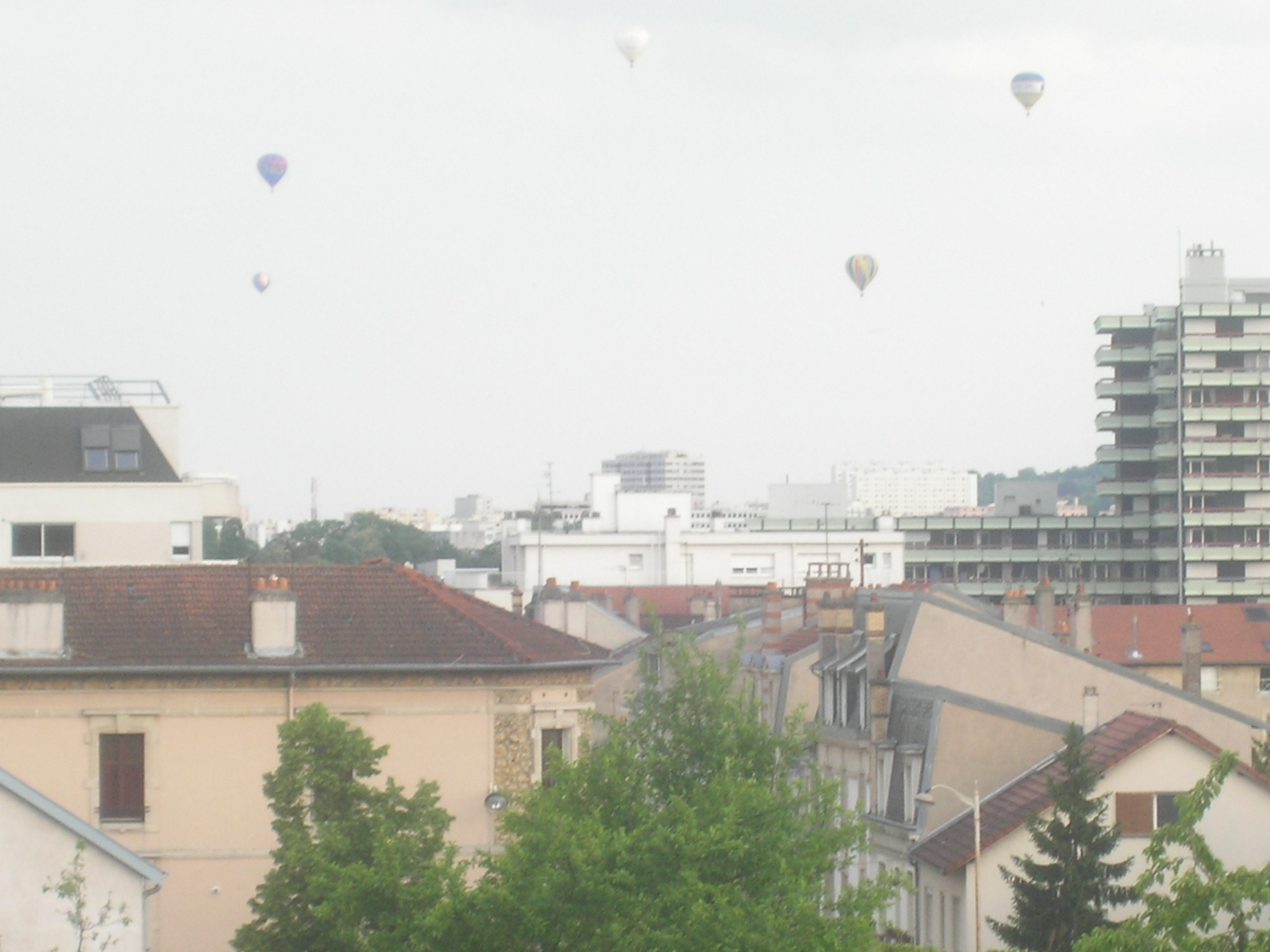
Vue partielle de la résidence du Clos de Médreville (tour visible à droite).

- Plan-masse de la Cité Sans-Souci à Meudon, 1950, avec André Sive.
- École de verrerie de Croismare.
- Bureaux Ferembal à Nancy.
- Conception du lotissement Brichambeau à Vandœuvre-lès-Nancy, années 1950[2].
- 1951 : École primaire de Vantoux près de Metz[3], architectes Henri Prouvé avec Jean Prouvé, transformée en galerie d’art contemporain en 2024[4].
- Conception de l'église Saint-François-d'Assise de Vandœuvre-lès-Nancy, 1958, église paroissiale du lotissement Brichambeau édifiée de 1959 à 1961, inscrite aux monuments historiques[5].
- Tour de l'Étoile, avenue du général Leclerc à Nancy, 1960[6].
- Maisons dites « Dollander » (avec combinaison de panneaux métalliques créés par les ateliers Jean Prouvé) du nom du premier commanditaire Roger Dollander dans les années 1950 à Remiremont, également édifiée à Nancy (rue de Laxou) ou à la plage Saint-Clair (villa inscrite MH), au Lavandou[2].
- Prototype de maison à double coque, présenté au Salon des arts ménagers de Paris.
- Collège Guynemer à Nancy, vers 1960[7].
- Tour Joffre Saint-Thiébaut à Nancy, 1961-1963[8], où il installera ses bureaux et résidera pendant dix ans[2].
- Laboratoire des Ponts-et-Chaussées, à Tomblaine, 1968[9].
- Tour Montet-Octroi à Vandœuvre, 1970[10]
- Résidence du Clos de Médreville, à Nancy, 1973[11] où il a habité[2].
- Centre commercial des Nations à Vandœuvre, 1975[12].
- Bureaux de la Caisse régionale d’assurance-maladie Nord-Est à Nancy, 1975[13], édifice de verre et d'acier reprenant la forme du logo de la CRAM.
- Centre de réadaptation pour grands handicapés à Lay-Saint-Christophe[12], 1982-1985[14].